# Christophe Pallée
Christophe Pallee est un journaliste français de télévision. Pendant 18 ans, Il a été grand reporter pour la chaîne de télévision française TF1, de 1995 à 2013. Après avoir présenté LCI Matin, la tranche d’informations matinale de la chaîne d'information en continu LCI, à partir du 26 août 2013, en compagnie de Magali Lunel, il devient en avril 2015, rédacteur en chef de LCI. En septembre 2016, il est de retour à TF1, où il est Chef du Pôle Magazine, puis Chef de Pôle News, pour les JT de 13H et 20H. En Mars 2018, il est nommé responsable des opérations spéciales de LCI, avant de devenir, en septembre 2019, rédacteur en chef, chargé de l'organisation et des documentaires de la Chaine Info.
Célèbre voix off sur la chaîne NT1, puis TFX  (Groupe TF1) et plus particulièrement du magazine "Appels d'Urgence".

## Biographie

### Premiers pas
Il débute à la radio, en 1987, sur Cocktail FM à Lisieux (Calvados), où il présente chaque weekend les flashs d’informations, et où il anime des soirées électorales et une émission d'actualités locales, en compagnie de Laurent Guimier. Après des études de Droit à l’Université de Caen, il intègre en 1993 le Centre universitaire d'enseignement du journalisme et présente parallèlement la météo sur France 3 Alsace, au cours de l'émission "Premier Service", présentée par Michèle Bur. Coopérant au sein de l'ambassade de France à Bangkok en Thaïlande, il présente chaque semaine « Destination France », une émission consacrée à la société française à la télévision thaïe. De retour en France en septembre 1994, il exerce à la rédaction de France 3 Normandie à Caen, où il réalise des reportages pour le journal régional. Puis il rejoint en janvier 1995, sur cette même chaîne, l’émission Midi en Normandie qu’il présente chaque jour de la semaine en direct de 12 h à 12 h 45.

### TF1 (1995-2013)
Il rejoint la rédaction de TF1 en août 1995. D’abord au sein du service des Infos Générales, puis au service étranger. Il a notamment couvert l'explosion de l'usine AZF à Toulouse, en septembre 2001. Grand reporter depuis 2003, il a couvert la chute de Saddam Hussein, les conséquences du tsunami en Indonésie, la mort de Jean-Paul II et l’élection de Benoît XVI, les Attentats de Bombay. En 2010, il se rend à plusieurs reprises en Haïti, à la suite du tremblement de terre et en Afghanistan, aux côtés des militaires français. En février 2011, il couvre les révolutions en Égypte et en Libye lors du printemps arabe. En 2013, il a couvert au Vatican la renonciation du Pape Benoît XVI ; les attentats du marathon de Boston, aux États-Unis. Il a également effectué de nombreux remplacements dans les bureaux de TF1 à l’étranger : Rome, Londres, Jérusalem, Washington.

### Émissions spéciales
À partir de 1997, il participe aux opérations spéciales de TF1, présentées d’abord par Jean-Claude Narcy, puis par Gilles Bouleau et Anne-Claire Coudray : cérémonies militaires (hommages aux soldats français tués en Afghanistan) ; mariages princiers (Mariage du Prince William et de Kate Middleton, mariage du prince Albert II de Monaco et de Charlène Wittstock…) ; cérémonie d’ouverture des Jeux Olympiques de Londres.
Pendant 20 ans, à compter de 1998, il participe chaque année aux émissions spéciales précédant la retransmission du défilé du 14 juillet, d’abord avec Jean-Claude Narcy et Charles Villeneuve. Puis avec Gilles Bouleau et Anne-Claire Coudray. En 2009, il est présent aux côtés des soldats français, sur la base de Tora, en Afghanistan. Lors du défilé du 14 juillet 2013, il descend les Champs-Élysées à bord d'un char AMX 10-RC appartenant au Régiment d'Infanterie Chars de Marine. En 2017, il est présent en Jordanie, aux côtés des soldats français, depuis une base aérienne, où les avions français partent au combat contre Daech, en Irak et en Syrie.

### LCI (2013-2016)
À l'été 2009, il est retenu sur la chaîne d'information continue LCI pour présenter les journaux durant l’été. Il a renouvelé ces remplacements plusieurs étés de suite, jusqu’en 2012. À compter du 26 août 2013, il présente chaque matin LCI Matin, la matinale de la chaine d'information en continu, en compagnie de Magali Lunel. À leurs côtés, Arlette Chabot pour une chronique politique à 7 h 45, Michel Field, qui assure la revue de presse un peu avant 8 heures, et la retransmission de l'interview politique de 8 h 15 menée par Guillaume Durand sur Radio Classique et LCI . Il arrête la matinale en juillet 2014, pour être nommé en avril 2015 rédacteur en chef de LCI.

### TF1 (2016-2018)
En septembre 2016, il rejoint la rédaction de TF1, où il est chef du Pole Notre Vie - Magazines, pour les journaux de 13h, 20h et WE. En septembre 2017, il est chef du Pole News, pour les journaux télévisés de TF1.

### LCI (Depuis 2018)
Il revient à LCI, en mars 2018, pour devenir responsable des opérations spéciales de La Chaine Info, avant d'être nommé, en septembre 2019, rédacteur en chef, chargé de l'organisation de la Chaine Info, du recrutement et des documentaires. Pendant 3 ans, il a mis à l'antenne de nombreux documentaires, qui ont enregistré de très beaux succès d'audience et permis à la chaîne de se classer à de nombreuses reprises "1ere chaine info" :
- "Harry et Meghan, les rebelles de la couronne" (419 000 téléspectateurs) diffusé le 7 Mars 2021, à 21H
- "Dupont de Ligonnès, l'enquête impossible" (326 000 téléspectateurs) diffusé le 18 Avril 2021, à 21H   
- "Les Coulisses de Buckingham Palace" (324 000 téléspectateurs) diffusé le 14 Avril 2021, à 20H50

### Magazines d’informations
Auteur d’une enquête avec Mathias Favron sur Le logement, l’emploi et le pouvoir d’achat des jeunes pour le magazine Enquêtes et Révélations, il est à partir d’août 2008 la voix de ce magazine bimensuel d’information diffusé sur TF1 en deuxième partie de soirée. Il a également assuré la voix des magazines d'information de TF1 et NT1, Appels d’urgence et de TMC, 90' Enquêtes.